# Андреєва Марія Андріївна
Марія Андріївна Андреєва (нар. 12 липня 1986, Кіровоград, Кіровоградська область, УРСР, СРСР) — російська акторка театру і кіно.

## Життєпис
Марія Андреєва народилась 12 липня 1986 в місті Кіровоград. Коли Марія була ще зовсім юною, її сім'я перебралася до Москви.
Навчалась в московській жіночій гімназії з духовним нахилом.
У 2007 закінчила Вище театральне училище імені М. С. Щепкіна в Москві та курси Юрія та Ольги Соломіних.
Приєдналась до Малого театру, де працювала до 2010 року.
У 2007 році відбувся кінодебют Марії Андреєвої в стрічці «Ностальгія за майбутнім».

## Ролі в театрі
Малий театр
- 2007 — «Влада темряви» Льва Толстого. Режисер: Юрій Соломін — Марина
- 2009 — «Мольєр» («Кабала святош») Михайла Булгакова. Режисер: Володимир Драгунов — Арманда Бежар, акторка

Московський театр «Майстерня Петра Фоменко»
- 2007 — «Будинок, де розбиваються серця» Джорджа Бернарда Шоу. Режисер: Євген Каменькович — Еллі Ден
- 2009 — «Казка Арденнского лісу» Юлія Кіма. Режисер: Петро Фоменко — Розалінда
- 2010 — «Аліса в Задзеркаллі» Льюїса Керрола. Режисер: Іван Поповські — Чорна Королева / Лань / Тигрова Лілія
- 2010 — «Рудий» Бориса Рижого. Режисер: Юрій Буторін — сусідка / Ірина
- 2012 — «Дар» Володимира Сіріна (Набокова). Режисер: Євген Каменькович — Зінаїда Мерц
- 2014 — «Олімпія» Ольги Мухіної. Режисер: Євген Циганов — Катя Лавинська

## Фільмографія
| Рік  |   | Українська назва            | Оригінальна назва                 | Роль                                                     |
| ---- | - | --------------------------- | --------------------------------- | -------------------------------------------------------- |
| 2006 | ф | Кохання невідомого простору | Любовь неизведанного пространства | Олена                                                    |
| 2007 | ф | Ностальгія за майбутнім     | Ностальгия по будущему            | Анастасія та Марина                                      |
| 2008 | ф | Спадок                      | Наследство                        | Дочка                                                    |
| 2009 | ф | Книга Майстрів              | Книга мастеров                    | Дочка кам'яної князівни                                  |
| 2010 | ф | Башта                       | Башня                             | Наталія                                                  |
| 2011 | ф | ДухLess                     | ДухLess                           | Юлія                                                     |
| 2012 | ф | Башта. Нові люди            | Башня. Новые люди.                | Наталія                                                  |
| 2013 | ф | Жити далі                   | Жить дальше                       | фотомодель                                               |
| 2013 | ф | Винищувачі                  | Истребители                       | Євгенія Дємєнтьєва                                       |
| 2013 | ф | Син батька народів          | Сын отца народов                  | Катерина Тимошенко                                       |
| 2013 | ф | Тариф «Щаслива сім'я»       | Тариф «Счастливая семья»          | Ніна Назарова                                            |
| 2014 | с | Кат                         | Палач                             | Оксана Демидова, кореспондент газети «Радянська Трибуна» |
| 2015 | ф | Духless 2                   | Духless 2                         | Юлія                                                     |
| 2015 | ф | Перекладач                  | Переводчик                        | Лєна                                                     |
| 2015 | с | Павук                       | Паук                              | Оксана Демидова, кореспондент газети «Радянська Трибуна» |
| 2015 | ф | Ч/Б                         | Ч/Б                               | Віка                                                     |
| 2015 | с | Винищувачі. Останній бій    | Истребители. Последний бой        | Євгенія Дємєнтьєва                                       |
| 2015 | ф | Воїн                        | Воин                              | Дана                                                     |
| 2016 | с | Чорна кішка                 | Чёрная кошка                      | Тая                                                      |
| 2016 | с | Софія                       | София                             | Софія Палеолог                                           |
| 2016 | с | Шакал                       | Шакал                             | Оксана Демидова, кореспондент газети «Радянська Трибуна» |
| 2017 | с | Джульбарс                   | Джульбарс                         | головна роль                                             |